# Brent Anderson
Pour les articles homonymes, voir Anderson.
Brent Eric Anderson (né le 15 juin 1955 à San Jose en Californie) est auteur de comic-books.

## Biographie
Ses parents favorisant une littérature classique pour enfant, il réussit tout de même à lire en de rares occasions Archie, Hot Stuff, ou Denis la Malice. Ses goûts le portent cependant vers les personnages de Marvel Comics, notamment Les Quatre Fantastiques, dont la particularité familiale le séduit. C'est aussi l'époque où il crée ses premiers personnages dans les marges des cahiers.
En 1979, il commence sa carrière avec Ka-Zar sur des scénarios de Bruce Jones. Puis il réalise l'album Dieu crée, l'Homme détruit, sur un scénario de Chris Claremont, qui restera l'une des histoires des X-Men les plus marquantes à ce jour[réf. souhaitée] puisqu'elle inspire l'une des adaptations cinématographiques. Depuis, il a créé de nombreuses séries dont Somerset Holmes, Strikeforce Morituri ou encore Astro City (avec Kurt Busiek) qui a reçu de nombreux prix (Harvey Award, Eisner Award…). Il a également travaillé sur le série Rising Stars créée par Joe Michael Straczynski. Sa démarche est de privilégier les personnages afin de donner un maximum de vie à l'ambiance générale de ses histoires.
Il vit actuellement[Quand ?] dans le nord de la Californie avec sa femme et son fils.

## Récompenses
- 1985 : Prix Inkpot
- 1996 : Prix Eisner du meilleur numéro (Best Single Issue) pour Astro City n°4 : Safeguards (avec Kurt Busiek)
- 1996 : Prix Eisner (avec Kurt Busiek) du meilleur numéro (Best Single Issue) pour Astro City n°4 : Safeguards et de la meilleure nouvelle série pour Astro City
- 1996 : Prix Harvey de la meilleure nouvelle série pour Astro City (avec Kurt Busiek) et du meilleur numéro pour Astro City n°1 (idem)
- 1997 : Prix Eisner (avec Kurt Busiek et Will Blyberg) de la meilleure série pour Astro City et du meilleur numéro (Best Single Issue) pour Astro City vol. II n°1 : Welcome to Astro City
- 1997 : Prix Harvey du meilleur album reprenant du matériel auparavant publié pour Astro City : Life in the Big City (avec Kurt Busiek)
- 1998 : Prix Eisner (avec Kurt Busiek et Will Blyberg) de la meilleure série pour Astro City, du meilleur numéro (Best Single Issue) pour Astro City vol. II n°10 : Show’Em All et de la meilleure histoire à suivre pour Confession (Astro City vol. II n°4-9)
- 1998 : Prix Harvey de la meilleure série pour Astro City (avec Kurt Busiek)